# Pascal Script
Pascal Script ist eine Skriptsprache auf der Grundlage der Programmiersprache Pascal. Ihr Haupteinsatzgebiet liegt in der automatisierten Steuerung skriptfähiger Programme und in der Erweiterung serverseitiger Software. Die technische Grundlage bildet eine freie Scripting-Engine, die aus einem Compiler und einem Interpreter für Bytecode besteht.
Pascal Script unterstützt die meisten Object-Pascal-Konstrukte, so dass eine partielle Kompatibilität zu Delphi, Free Pascal und GNU Pascal gegeben ist.

## Software mit Unterstützung für Pascal Script
Pascal Script kann in Installer-Skripten für Inno Setup eingesetzt werden, so dass zusätzliche Anpassungen, etwa in Form von Wizard Pages, Aufruf von DLLs und ein vordefiniertes Verhalten bei Installations- oder Deinstallationsaufgaben möglich werden.
Pascal Script kann auch für serverseitige Steuerung von Software wie Pascal Server Pages oder maXbox eingesetzt werden.
ReNamer, ein stapelorientertes Programm zur Umbenennung von Dateilisten unter Windows, kann durch Makros in Pascal Script erweitert werden.
Seit Version 1.2 wird die Pascal Script Engine auch von der Entwicklungsumgebung Lazarus eingebunden. Pascal Script steht heute in mehreren Lazarus-Komponenten zur Verfügung. Einige Standardpakete wie SynEdit und TAChart unterstützen Pascal Script ebenso wie die Lazarus-IDE, die durch Makros, die in Pascal Script geschrieben wurden, erweitert werden kann.

## Geschichte
Die Sprache hat ihren Ursprung in CajScript, das im Jahre 2000 von Carlo Kok veröffentlicht wurde. Mit Version 2.23 wurden die Sprache und die zugehörige Software in Innerfuse Pascal Script umbenannt, nach Übernahme durch RemObjects in RemObjects Pascal Script. Ursprünglich als quelloffene Erweiterung für Delphi gedacht, wurde Pascal Script ab Version 2.07 auf Free Pascal portiert. Seit 2017 ist Pascal Script eine Standardkomponente der Entwicklungsumgebung Lazarus.
Die ersten Versionen von CajScript / Pascal Script liefen noch sehr langsam, da jede Zeile vom Interpreter einzeln und ggf. erneut interpretiert werden musste. Ab Version 3.0 wurden Compiler und Laufzeitumgebung getrennt, und ein Byte-Code-Format zur Repräsentation der übersetzten Skripte wurde eingeführt. Dadurch wurde die Ausführungsgeschwindigkeit wesentlich erhöht.
Pascal Script wird heute durch RemObjects verwaltet und weiterentwickelt. Ein Fork wird in der Entwicklungsumgebung Lazarus gepflegt. Durch die Lazarus- und Free-Pascal-Teams wurde Pascal Script auch von Intel-Prozessoren auf zusätzliche Architekturen wie PowerPC und ARM portiert.